# Sanguinarium
«Sanguinarium» (с лат. — «место крови») — 6-й эпизод 4-го сезона сериала «Секретные материалы». Премьера
состоялась 10 ноября 1996 года на телеканале FOX. Эпизод принадлежит к типу «монстр недели» и никак не связан с основной «мифологией сериала», заданной в первой серии. Режиссёр — Ким Мэннэрс, авторы сценария — Вивиан Мэйхью и Валери Мэйхью, приглашённые звёзды — О-Лан Джонс, Ричард Беймер, Джон Джулиани.
В США серия получила рейтинг домохозяйств Нильсена, равный 11,1, который означает, что в день выхода серию посмотрели 19,85 миллиона человек.
Главные герои серии — Фокс Малдер (Дэвид Духовны) и Дана Скалли (Джиллиан Андерсон), агенты ФБР, расследующие сложно поддающиеся научному объяснению преступления, называемые «Секретными материалами».

## Сюжет
В данном эпизоде Малдер и Скалли расследуют странные убийства в отделении пластической хирургии (убийства во время липосакции, ринопластики, химического пилинга). Малдер подозревает присутствие ведовских сил, после того как обнаруживает, что даты рождения погибших пациентов совпадают с датами крупнейших шабашей. Ещё более неожиданной находкой становится то, что погибший 10 лет назад врач этой клиники всё ещё жив.